# Maroon 5
Maroon 5 är ett amerikanskt poprockband, bildat 1994 i Los Angeles. Till en början hette bandet Kara's Flowers, men bytte 2001 namn till Maroon 5.
Bandet består av Adam Levine (sång och gitarr), Jesse Carmichael (keyboard och gitarr), James Valentine (gitarr) och Matt Flynn (trummor). Trummisen byttes ut efter det första albumet, eftersom den ursprungliga trummisen Ryan Dusick drabbades av nerv- och ledskador till följd av det hektiska turnerandet efter skivsläppet. I juli 2020 lämnade basisten Mickey Madden bandet efter att ha blivit åtalad för "våld i nära relation".
Bandet har vunnit tre Grammy Awards och har sålt 15 miljoner album världen över.

## Biografi

### Songs About JaneochIt Won't Be Soon Before Long
2002 släpptes bandets första album, Songs About Jane, och sålde nästan 3 miljoner exemplar. Skivan innehåller bland annat singlarna "Harder to Breathe", "This Love", "She Will Be Loved" och "Sunday Morning". 2005 tilldelades gruppen en Grammy för "Bästa nya grupp". De vann även två rockbjörnar; bästa utländska låt (This Love) och bästa utländska grupp. I maj 2007 släpptes uppföljaralbumet It Won't Be Soon Before Long, och första singeln "Makes Me Wonder".

## Medlemmar
Nuvarande medlemmar
- Adam Levine – sång, rytmgitarr (1994– ), sologitarr (1994–2001)
- Jesse Carmichael – keyboard, rytmgitarr, bakgrundssång (1994–2012, 2014– )
- James Valentine – sologitarr, bakgrundssång (2001– )
- Matt Flynn – trummor, percussion (2006– ; turnerande medlem 2004–2006)
- PJ Morton – keyboard, bakgrundssång (2012– ; turnerande medlem 2010–2012)
- Sam Farrar – keyboard, synthesizer, sampler, gitarr, basgitarr, percussion, bakgrundssång (2016– ; turnerande medlem 2012–2016)

Tidigare medlemmar
- Ryan Dusick – trummor, percussion, bakgrundssång (1994–2006)
- Mickey Madden – basgitarr (1994–2020)

## Diskografi

### Studioalbum
| År   | Albuminformation                                                       | Listplaceringar | Listplaceringar | Listplaceringar | Listplaceringar | Listplaceringar | Certifikat                                                   |
| År   | Albuminformation                                                       | SWE             | NOR             | GER             | UK              | US              | Certifikat                                                   |
| ---- | ---------------------------------------------------------------------- | --------------- | --------------- | --------------- | --------------- | --------------- | ------------------------------------------------------------ |
| 2002 | Songs About Jane - Släppt: 25 juni 2002 - Skivbolag: J, Octone         | 4 (38 veckor)   | 3 (26 veckor)   | 5 (56 veckor)   | 1 (88 veckor)   | 6 (157 veckor)  | - SWE: guld - GER: platina - UK: 6× platina - US: 4× platina |
| 2007 | It Won't Be Soon Before Long - Släppt: 22 maj 2007 - Skivbolag: Octone | 15 (6 veckor)   | 7 (11 veckor)   | 6 (27 veckor)   | 1 (38 veckor)   | 1 (84 veckor)   | - UK: platina - US: 2× platina                               |
| 2010 | Hands All Over - Släppt: 21 september 2010 - Skivbolag: Octone         | 50 (1 vecka)    | —               | 17 (8 veckor)   | 6 (47 veckor)   | 2 (124 veckor)  | - UK: platina - US: platina                                  |
| 2012 | Overexposed - Släppt: 22 juni 2012 - Skivbolag: Octone                 | 33 (2 veckor)   | 6 (16 veckor)   | 4 (12 veckor)   | 2 (46 veckor)   | 2 (95 veckor)   | - SWE: guld - UK: platina - US: platina                      |
| 2014 | V - Släppt: 29 augusti 2014 - Skivbolag: 222, Interscope               | 5 (58 veckor)   | 4 (57 veckor)   | 6 (8 veckor)    | 4 (56 veckor)   | 1 (123 veckor)  | - SWE: platina - UK: guld - US: 3× platina                   |
| 2017 | Red Pill Blues - Släppt: 3 november 2017 - Skivbolag: 222, Interscope  | 12 (24 veckor)  | 8 (10 veckor)   | 44 (1 vecka)    | 12 (4 veckor)   | 2 (33 veckor)   | - SWE: guld - US: platina                                    |

### Livealbum
- 2004 – 1.22.03.Acoustic
- 2005 – Live Friday the 13th
- 2008 – Live from SoHo

### Samlingsalbum
- 2007 – The B-Side Collection
- 2008 – Call and Response: The Remix Album

### Singlar (urval)
- 2002 – "Harder to Breathe" (#18 på Billboard Hot 100)
- 2004 – "This Love" (#5)
- 2004 – "She Will Be Loved" (#5)
- 2007 – "Makes Me Wonder" (#1)
- 2007 – "Wake Up Call" (#19)
- 2010 – "Misery" (#14)
- 2011 – "Moves like Jagger" (med Christina Aguilera) (#1)
- 2012 – "Payphone" (med Wiz Khalifa) (#2)
- 2012 – "One More Night" (#1)
- 2012 – "Daylight" (#7)
- 2013 – "Love Somebody" (#10)
- 2014 – "Maps" (#6)
- 2014 – "Animals" (#3)
- 2015 – "Sugar" (#2)
- 2016 – "Don't Wanna Know" (med Kendrick Lamar) (#6)
- 2017 – "Cold" (med Future) (#16)
- 2017 – "What Lovers Do" (med SZA) (#9)
- 2018 – "Girls Like You" (med Cardi B) (#1)
- 2019 – "Memories" (#2)